# 利氏神仙魚
利氏神仙魚（學名：Pterophyllum leopoldi），為輻鰭魚綱鱸形目慈鯛科神仙魚屬的一種，分布於南美洲亞馬遜河流域，體長可達5公分，棲息在河川中底層水域，生活習性不明，可作為觀賞魚。

## 擴展閱讀
維基物種上的相關：利氏神仙魚